# 新大唐影视
新大唐影視，成立于1998年，全称新大唐影視動漫實業有限公司，其前身是陝西時空影視傳媒有限公司，後因業務擴展需求，增資改組並於2005年成立陝西新大唐影視動漫實業有限公司。